# Usine de cosmétiques de Pyongyang
L'usine de cosmétiques de Pyongyang est une entreprise nord-coréenne implantée dans la capitale Pyongyang.
Elle produit, outre des cosmétiques proprement dits, des produits de toilette et du dentifrice. 
L'entreprise est dirigée (en février 2007) par Pak Kyu-hong.
Le renouvellement des équipements de produits traduit la part croissante des investissements chinois en Corée du Nord : la ligne de production de dentifrice utilise du matériel chinois produit par Nanjing Machinery, tandis que la ligne de production de savonnettes a été équipée par des entreprises de Qingdao.